# خفاش‌های دماغ‌نیزه‌ای گری
خفاش‌های دماغ‌نیزه‌ای گری (نام علمی: Mimon) نام یک سرده از تیره خفاش برگ‌بینی است.